# Водлозерски национални парк
Водлозерски национални парк (рус. Водлозерский национальный парк) је национални парк у северној Русији, који се простире у Оњешки дистрикт у Архангељској области и Пудошки дистрикт у аутономној републици Карелији. Основан је 20. априла 1991. Од 2001. године, национални парк има статус Унеско-в резерват биосфере. Национални парк је створен да заштити четинарске шуме (тајге) у северној Русији.
Парк има површину од 4.280 km², додатних 400 km² користи парк али припадају трећим лицима. Водлозерски национални парк је други највећи парк у Европи после националног парка Југид-ва, а трећи у Русији. Зона парка обухвата и Водлозеро, басен реке Илексе, главне притоке језера, и горњи ток реке Водле, отоке језера.

## Историја
Први људи су се населили на подручју језера Водлозеро у праисторијском времену, око 6-8 хиљада година п. н. е. Руси (Новгорођани) су колонизовали подручје око језера када су тражили трговачке путеве до Белог мора. Језеро Водлозеро је било једна од тачака на рути која даље води до реке Оњеге, и колонизовали су је у 14. и 15. веку. У парку се налази неколико десетина споменика дрвене архитектуре (18-19. век). Најистакнутији је Иљински Погост, ансамбл дрвене цркве окружене зидом. На почетку 20. века око језера Водлозеро било је око 40 села, од којих је већина тренутно напуштена.
Национални парк је основан 1991. године и постао је један од првих националних паркова у Русији. 1996. године је разматрано да се парк прикључи Светској баштини али је одбијен.

Разлог одбацивања је био да то није "природно" место. Тренутно се излаже под критеријумом "културног пејзажа".

## Локација и географија
Два дела националног парка — јужни део, око језера Водлозеро, и северни део, речна долина реке Илекса — карактерише различита клима. Северни део има климу типичну за северну тајгу, са дугим и хладним зимама (најнижа температура забележена у парку је -45 °C). Клима у јужном делу је доста блажа.
Северни део је брдовит, са брдима високим до 20 метара. У северном делу налази се Ветровити Појас (рус. Кряж Ветряный Пояс) Јужни део је готово раван.
Постоје неколико језера у парку. Далека највеће је језеро Водлозеро, међутим, постоје и језера у сливу реке Илекса, укључујући језеро Монастирскоје, језеро Нелмозеро, језеро Лузскоје. Мочваре прекривају око 40% површине парка.
Скоро читав остали део је покривен шумом. Од тога су 53,5% смрчине шуме, 44,1% борове шуме, и преосталих 2% су под брезом (Маљава бреза и Бела бреза) и јасиком.

## Туризам и инфраструктура
У границама парка постоји само једно насеље, село Куганаволок. Повезано је путем са градом Пудожем. Постоји центар за посетиоце у селу. Ту су и неки рекреативни садржаји, као и места за камповање на другим локацијама у парку.
Сви посетиоци парка морају купити дозволу у центру за посетиоце (у парку или у Петрозаводску).
Реке Илеекса и Водла су популарне за сплаварење. Постоје посебни делови за посматрање птица и риболов.